# Matriella
Matriella is een geslacht van haften (Ephemeroptera) uit de familie Ephemerellidae.

## Soorten
Het geslacht Matriella omvat de volgende soorten:
- Matriella teresa